# 工人村街道 (鹤岗市)
工人村街道，是中华人民共和国黑龙江省鹤岗市东山区下辖的一个乡镇级行政单位。

## 行政区划
工人村街道下辖以下地区：
幸福路社区、益新社区、东方社区和兴盛社区。